# Endasys brevicornis
Endasys brevicornis là một loài tò vò trong họ Ichneumonidae.